# NGC 3754
NGC 3754 (другие обозначения — MCG 4-28-11, ARP 320, ZWG 127.12, HCG 57D, VV 282, IRAS11352+2216, PGC 36018) — спиральная галактика (Sb) в созвездии Льва. Открыта Ральфом Коуплендом в 1874 году.
На эволюцию галактики повлияло её взаимодействие с NGC 3753: в прошлом, 50 миллионов лет назад, произошло нецентральное столкновение, которое привело, в частности, к формированию кольцеобразных структур в галактике и к подавлению звездообразования. В этой галактике ударная волна, возникшая после столкновения, уже прошла галактику целиком, в отличие от NGC 3753.
Этот объект входит в число перечисленных в оригинальной редакции «Нового общего каталога».